# إيزولا دستي
إيزولا دستي (بالإيطالية: Isola d'Asti)‏ هي بلدة وبلدية في مقاطعة أستي في إقليم بييمونتي في الإيطالي.

## السكان
في سنة 1861 بلغ عدد السكان 2٬246 نسمة، وتطور العدد ليصل في سنة 2011 لـ 2٬121 نسمة.
يظهر هذا المخطط البياني تطور النمو السكاني لـ إيزولا دستي